# ムン・ジヨン
ムン・ジヨン（朝鮮語: 문지영）は、韓国人のクラシックピアニストである。現在のステージネームはChloe Jiyeong Mun。

## 概略
1995年韓国・全羅南道麗水市に生まれる。経済的に貧しい家庭に生まれ、両親は障碍のため国からの給付を受けていた。ピアノは5歳から始めるが、家にピアノがなかったため、教会等にあるピアノで練習を重ねる。ソウルの芸術中学校に合格するも経済的な問題で進学を断念。韓国メセナ協会主催の、低所得層の青少年に芸術教育の機会を与える趣旨の「アート・ドリーム・コンクール」にて大賞を得て、キム・デジン教授（韓国芸術総合学校）の指導を受けられるようになる。 奨学金を得ながら進学し、韓国芸術総合学校にて研鑽をつむ。 2015年にブゾーニ国際ピアノコンクールでアジア人として初めて優勝し話題を集めた。
2024年にはCIPCEのプレセレクションの審査員を務める。

## コンクール歴
- 2009年：アルトゥール・ルービンシュタイン国際青少年ピアノ・コンクール：第1位
- 2012年：エトリンゲン国際青少年音楽コンクール：第1位
- 2014年：高松国際ピアノコンクール：第1位
- 2015年：ブゾーニ国際ピアノコンクール：第1位（アジア人初[2][3]）